# Christian Handwerck
Christian Handwerck (* 1971) ist ein deutscher Autor und Heimatforscher in Ulla bei Weimar.

## Zu seinem Leben
Ihm ist zu verdanken, dass ARD und ZDF alte Sendetexte von 1987 bis 1999 vom Sender Weimar (Rundfunk der DDR) wiederhergestellt bekamen, da mit einem alten Recorder, den seine Eltern kauften, diese wiederhergestellt werden konnten. Er selbst machte damit diese Aufnahmen. Dem Engagement Handwercks ist nicht zuletzt die Sanierung des Alten Funkhauses in Weimar zu verdanken. Dieses wiederum wurde in der ZDF-Reihe Böse Bauten erwähnt. Er selbst schrieb einen Aufsatz über den Sender Weimar. Handwerck forscht auch nach dem Verbleib der Gebeine des letzten Standortkommandanten von Gotha, Josef Ritter von Gadolla, der 1945 in der Mackensen-Kaserne erschossen wurde. Definitiv gesichert wurden diese bislang nicht gefunden.
Handwerck ist ein Enkel des Schriftstellers Fritz Kühnlenz. Handwerck ist außerdem Mitglied des Flugplatzes Nohra e. V. Außerdem ist er Drehbuchautor der 2019 ausgestrahlten Dokumentation Die letzten Augenzeugen. Regie führte Maik Gießler. Dieser von Handwerck mitgestaltete Film lief in New York und wurde gewürdigt. Er hatte seine Premiere in Weimar.

## Veröffentlichungen (Auswahl)
- (unter Verwendung des Tagebuchs von Fritz Kühnlenz): Weimar im Bombenkrieg – Tagebuch der Zerstörung. In: Der Spiegel, 9. Februar 2010.
- Kalter Krieg. Showdown im Sperrgebiet. In: Der Spiegel, 18. November 2011.
- Drehbuch zu dem 2019 erschienenen Dokumentationsfilm Die letzten Augenzeugen (englischer internationaler Titel: The last eyewitnesses).[9]